# Nagyváty
Nagyváty is een plaats (község) en gemeente in het Hongaarse comitaat Baranya. Nagyváty telt 354 inwoners (2001).